# Brudzowice
Brudzowice is een plaats in het Poolse district  Będziński, woiwodschap Silezië. De plaats maakt deel uit van de gemeente Siewierz en telt 1200 inwoners.